# Про занепад мистецтва брехні
Про занепад мистецтва брехні (англ. On the Decay of the Art of Lying) — коротке есе, написане Марком Твеном у 1880 році для зборів Клубу любителів історії та антикваріату в Гартфорді (Коннектикут). Твен опублікував текст у «Вкраденому Білому Слоні і т. д.» (англ. The Stolen White Elephant Etc) в 1882 році.
В есе, Марк Твен скаржиться на 4 аспекти, за яких люди Золоченого століття піднесення економіки США застосовують «найвірнішого друга» людини. Він закінчує таким твердженням:

ми маємо старанно тренуватися, щоби брехати уважно та продумано — ось чого треба нам усім прагнути. Брехати не з поганою, а з доброю метою. Брехати не на свою користь, а заради вигоди інших. Брехати гуманно, благодійно та життєствердно, а не жорстоко, болісно та зловісно. Брехати елегантно та граціозно, а не грубо й недолуго. Брехати впевнено, відверто, прямо, з високо піднятою головою, а не затинаючись, викручуючись із боягузливою міною на обличчі, ніби соромлячись свого високого покликання.

Це есе було «висунуто на здобуття премії в 30 доларів», але воно «не здобуло цієї премії».